# Clubiona langei
Clubiona langei là một loài nhện trong họ Clubionidae.
Loài này thuộc chi Clubiona. Clubiona langei được miêu tả năm 1991 bởi Mikhailov.